# 星空的回憶 -Wish upon a shooting star-
《星空的回憶 -Wish upon a shooting star-》（星空のメモリア -Wish upon a shooting star-）是2009年3月27日由CROSSNET(現FAVORITE)發售的戀愛冒險類型成人遊戲。2010年1月29日發售收錄各角色續集故事的Fan disc《星空的回憶 Eternal Heart》（ Eternal Heart）。同年11月26日亦發售了結合了Wish upon a shooting star及Eternal Heart版本的《星空的回憶 COMPLETE》（ COMPLETE）。

## 系統
遊戲共有7名可攻略女主角，7個結局。玩家剛開始遊戲時，共有三條可直接進入的劇情線：小桃、衣铃、明日歩的劇情線。通關完小桃的劇情線後，開啟小雨劇情線；衣铃的劇情線過關後，千波的劇情線也會開啟；五名女角色的劇情線過關後，開啟真正的結局－夢劇情線；梅婭劇情線須通關夢劇情線始能開啟。

## 故事
2012年住在都市的小河坂洋，回到了出生的故鄉雲雀崎。當他回到帶有他兒時回憶的瞭望台時，洋遇見了持著巨大鐮刀的謎之少女梅婭。她的容貌與過去跟洋很要好的青梅竹馬很相似。少女自稱為死神。鐮刀是用來割除人們的噩夢。洋與梅婭的接觸使他慢慢的回憶起過去的青梅竹馬，且愈來愈想見到她……但是那對洋來說就是一個噩夢。然後到了七夕那一天……

## 登場人物

### 主要角色
小河坂洋
本作主角，生日是12月2日。雲雀崎學園二年級。
小時候曾經因母亲工作原因搬離雲雀崎，數年後又搬回來。
很喜歡吐槽妹妹千波，雖然本人否認溺愛妹妹，但是經常被飛鳥稱為妹控。
性格非常堅強，從小就因為單親不希望母親擔心所以把玩樂時間都拿去做家務還有學習功課，从未向母亲撒娇。頭腦很好成績非常優秀但是不擅長人際關係。
曾經對流星許下「希望可以跟夢再見面」的願望。由於許願的流星跟夢許願的是同一顆並且该流星（梅娅的陨石）掉落到雲雀崎，所以誕生了星神梅娅，作為兩人許願的象徵，直到願望實現之前都不會消失的存在。
在FD《永恒之心》乙津梦的路线中，根据喜君的指引找到了梅娅的陨石，并拜托父亲加工成了戒指和坠饰，最后与梦结婚生下女儿芽爱（梅娅）。婚後成為新任的天文館館長。
梅娅‧S‧艾菲梅拉爾（聲：杏子御津）
身高：141cm、三圍：71/50/73、喜歡的東西：雲雀崎的星空、討厭的東西：初次見面的對象
本作两位第一女主角之一，自稱死神的謎之少女，实际上是因为洋觉得她是死神装扮才这么说的。其真實身分是从女儿星来的陨石透過洋與夢的共同祈願，所诞生出的星神。生日是七夕。
出現在洋7年前常去的觀景台上，與洋小時候因為搬家而分離的青梅竹馬乙津夢容貌神似。她的手中握著能將人的噩夢割除的巨大鐮刀。与乙津梦约定抹去洋的“噩梦”，即对梦的回忆，因此七夕当天用镰刀割去了洋记忆中“乙津梦”这三个字。
非常怕陌生人，性格上其實跟小孩子一樣，但是本人自稱年歲很大。心思很單純但是嘴巴經常說反話。
很喜歡洋。曾经许愿寻得与洋的“鹊桥”，从而诞生了龙“喜鹊”。梅娅称它为“下仆”“喜君”，作为宠物养着。
梦的路线最后牺牲自己，拜托洋用镰刀将自己送回，从而使愿望的力量能够治愈梦，转世成为梦和洋的女儿小河坂芽爱，梅娅的陨石則下落不明，洋发誓要找到这个陨石。她的隕石其後在FD《永恆之心》乙津夢線被洋尋獲，交給洋的父親加工製成飾品。
在女儿星也有自己的家人，有个很自大的弟弟。
口头禅是「今天的你也是废废的呢」和「今天的你也是笨笨的呢」。
乙津夢　
身高：157cm、三圍：83/56/80
本作两位第一女主角之一，隐藏女主角（即“展望台的她”），在OP中仅出现1秒，最初仅在共通线初登场，三周目后在共通线中间客串登场，五周目后开放角色路线。
洋小時候因為搬家而分離的青梅竹馬。比洋大一年级。
患有从来自世良家族的祖母处遗传的天体电磁波过敏症，身體被天体電磁波照射到會很虛弱。由於夢是屬於狀況特別嚴重的患者，加上這種病是天生體質醫學上完全沒辦法救治，所以長期住在醫院。
跟洋第一次見面的時候其實是離開小學住進醫院的時候，之後的初中高中都是在醫院度過。洋搬家之後其實夢也因為治療的原因搬到洋新家附近的醫院，但是没有去与洋相认。在洋搬回雲雀崎之前不久才轉院回到雲雀崎的醫院重症病房，理由是因為醫院判定她已經時日不多了。
因為身體虛弱所以認為自己不能成為束縛洋的存在，所以向七年前的流星（梅娅的陨石）許下心願「希望洋忘記她,直到她身體好起來再一起結婚」。也因為這個願望與碰巧兩者許願的流星為同顆流星，令梅娅正式誕生。不過本人在这七年沒見過人類姿態的梅娅，第一次见面是在雲雀崎的医院。
跟洋一起的時候總是扮演姊姊的角色，不喜歡表現出軟弱的一面，希望洋对自己撒娇。希望洋可以交到除了自己以外的女朋友獲得幸福，成為夢理想中的"優等生"。
梦线结尾病情好转，最后与洋结婚，改名小河坂梦，生下女儿芽爱（与“梅娅”发音相同）。三人正好对应“牛郎星”“织女星”“女儿星”。
在FD《永恒之心》中，和千波一起为了取得保姆资格而学习。
口头禅是「xxxxx，嗯，xxxxx」。
南星明日步（聲：佐本二厘）
身高：155公分、三圍：81/56/82、喜歡的東西：星座的神話、討厭的東西：學生會
雲雀崎學園二年級。
天體觀測愛好協會（簡稱天協）的副部長。具有非常元氣的性格。
因为右耳听力失常，與人交談時有著喜歡把臉湊近的習慣。
由於快要下雨時會耳鳴，所以有預測下雨的能力。家中經營咖啡店Milky Way（银河）。
主线故事七年前曾经目睹梅娅的陨石降落在雲雀崎，还因此没注意到，出了场车祸，因此使得研究天文的父亲非常自责，辞去了天文研究的工作。
在FD《永恒之心》中，在云雀崎附近的烹饪学校上大学，同时继续担任父亲的店的服务员。
姬榊小桃
身高：161公分、三圍：87/57/86、喜歡的東西：小雨、討厭的東西：有關星星的任何事情
雲雀崎學園二年級。小雨的雙胞胎姊姊。
學生會委員。性格傲嬌并且抖M的暴力女。家裡是神社。
不喜欢自己的名字，也讨厌别人用名字叫她。感觉“小桃”这个名字过於可爱与自己的性格不相衬。甚至不叫小河坂洋的名字，以防止小河坂洋用名字称呼她。
因为小雨七年前在展望台观测流星下落的时候不慎摔死而討厭星星，計劃廢除掉天協。
灵能力很强，七年前借助自家供奉的的陨石（五十六年前降落在雲雀崎的陨石，来自月球）的力量对小雨降灵，成功使小雨借助星灵的力量复生。在恢复记忆之后，小雨的死去已经不再是噩梦，小雨的身体进一步得到巩固，从星灵变为星神一样的存在。
之后不断梦到小雨死亡过程的噩梦，直到某天在展望台哭泣时遇到梅娅，梅娅出于试刀的原因将她的噩梦除去，从此小桃失去妹妹已经死亡的记忆。后来小桃再次接近展望台的时候渐渐回忆起了一切。
在FD《永恒之心》中的个人路线有和妹妹的3P情节，这个惯例被保留到了五彩斑斕的世界的FD五彩斑斓的曙光中（観波加奈&如月澪）。
姬榊小雨（聲：楠鈴音）
身高：161公分、三圍：87/57/86、喜歡的東西：姊姊－小桃、討厭的東西：刨根问底
雲雀崎學園二年級。小桃的雙胞胎妹妹。
天體觀測愛好部成員，喜歡和姊姊做些百合的舉動。性格与姐姐对应，不折不扣的抖S。
本作的工口担当，小恶魔系少女，以捉弄姐姐和小河坂洋为乐。
七年前在展望台上观察从女儿星来的梅娅的陨石下落的时候不慎摔死，被姐姐复活，从而得到了不必吃喝拉撒，不必睡觉，不会晒黑，受伤也很容易恢复的身体。但是在月光下身体会变得稀薄，因此满月的日子从不外出。
认为自己是没资格活下去的存在（神社的理念：不从之神必须送回），托母亲帮忙，从神社请巫女来，在姐姐恢复记忆之后送还自己。
在FD《永恒之心》中，和姐姐一起离开云雀崎，到城里的同一所大学读书。
口头禅是「刨根问底可是不对的哦」。
蒼衣鈴
身高：149公分、三圍：77/53/78、喜歡的東西：塔羅牌、討厭的東西：跟別人做朋友
雲雀崎學園一年級。常常帶著塔羅牌到學校，使负责檢查物品的小桃感到困擾。
父母都是原本在澳大利亚工作的日本天文学家。出生在澳大利亚，所以对南半球的星空有着乡愁一样的执念，因为妹妹的身体愿意搬回日本，跟朋友及家乡分离而受到心灵创伤。害怕再一次和朋友分离，因此對其他人總是抱著冷淡和拒绝的態度，不愿意交朋友。
科学馆闭馆之前，常常去科学馆观测南半球的星空，与主角的生身父亲三嶋大河是朋友，把他当作恩人的存在。从三嶋大河处得到了一台望远镜和一把学园天台的钥匙。 在FD《永恒之心》中，三年级时接任天文部部长，毕业后离开云雀崎到某科学馆从事天文研究。
小河坂千波
身高：153公分、三圍：79/55/80、喜歡的東西：哥哥的照料、討厭的東西：寫作業
雲雀崎學園一年級。洋的同母异父的妹妹。具有多於常人的元氣。
不擅料理，經由她的手做出來的料理必定會焦掉。所以洋都不讓千波下廚。被洋稱為"擁有惡魔之手的少女"。
實際上對於自己的出生非常不滿意，很在意自己的父親到底為什麼生下自己。從小因為單親，母親賺錢，哥哥做家務，自己卻什麼都做不到而非常自責。後來發現哥哥不擅長人際關係所以決定要成為很會交朋友的人來彌補哥哥的缺點。
對於母親的去世非常自責，認為是因為自己拖累家庭才導致母親操勞過度而去世，所以對唯一的哥哥照顧她的行為非常害怕，希望能夠多分擔哥哥的工作不讓他太操勞，但是往往是越幫越忙。其後千波與夢在FD《永恆之心》修習保姆資格。
口头禅是「欧尼酱！欧尼酱！欧尼酱！」。

### 其他角色
諏訪雪菜（聲：伊藤瞳子）
19歳。雲雀崎學園三年級。姫榊家的親戚。天體觀測愛好部幽灵部员。
其實是星天宫派来的巫女，为了完成小雨拜托的将小雨送回星星的任务轉入雲雀崎學園，和小雨的感情变深之后下不了手放弃任务，成为小雨的保镖。
灵能力是作品中登场人类里最强的。
在FD《永恒之心》中，留在云雀崎的星天宫分社帮忙，在小桃读大学期间代替小桃进行巫女神乐舞蹈。
小河坂詩乃（聲：石川乃奈）
洋和千波的阿姨，歌澄的妹妹,繪本作家。曾經接濟過還沒搬回老家的歌澄一家人。
无法生育，盡心盡力的照顧洋和千波，希望能夠真正成為他們的母親。非常不喜歡洋把事情都自己解決而不依賴她的行為。
原天文部成员，和姐姐同样喜欢千寻。
蒼鈴葉
小學三年級。衣鈴的妹妹。
身體虛弱，經常因生病無法上學，与梅娅和千波关系非常好。
姬榊萬夜花
小桃和小雨的母親。星天宮分社的神主，以前是暴走族，性格較粗犷，喜欢喝酒。
原天文部成员。
姬榊先生
小桃和小雨的父亲。云雀崎附近医院的医生，小雨和小桃的发色都遗传自他。
梦转回云雀崎时候的主治医生。
岡泉溫土
雲雀崎學園三年級。天體觀測愛好部的部長。喜欢玩九连环，成绩优异。
容易被小事傷到而低落。自稱具有雙重人格，另一人格有著像凍土般酷酷的性格。
南星總一郎
明日步的父親。喫茶店Milky Way的店主。喜歡女僕，在明日步幫忙時讓她穿女仆装。
原是天文學家，原天文部部长。
飛鳥未來（聲：平井達矢）　
雲雀崎學園二年級。跟洋同班。超自然研究部的部長，为了找回妹妹伊麻而研究超自然现象。在FD中和恢复了记忆的伊麻重逢。
飛鳥伊麻　
飛鳥未來的妹妹，七年前因为迷路被星天宫总社抓走作为补充力量用于派系斗争（飞鸟家族本家的寺庙和星天宫关系很差），并用送魂仪式除去记忆。
被星天宮總部派去“送还”不从之神小雨。
FD中恢复了记忆与哥哥团聚，并被托付给寺庙寻求保护。
蓮（聲：神村比奈）
江户时代中期降落在日本的陨石诞生的星神，與梅娅為同類的存在。被大河拜託照顧小河坂兄妹。
口頭禪是。
自稱最喜歡跟「廢柴」的人類在一起，很喜歡大河，理由是因為她認為大河是最廢柴的人類。由於戀愛中的人經常做出傻事所以很喜歡接近戀愛中的人。被叫做「破壞戀愛的死神」，是雲雀崎學園都市传说里死神的真身。
為了找尋自己到底是來自哪顆星星已經找回以前的記憶而努力。因為過去接受千尋的祈願，讓歌澄忘記千尋，所以現在很怕面對詩乃。因為很喜歡千波，所以經常幫千波寫作業甚至偷改考卷答案（所以千波從不讀書不寫作業考試還是都剛好及格）。千波叫他妖精。
高次元的存在，能力很强，能够使用时间静止能力。
三嶋大河（聲：谷俊介）
洋的親生父親，和洋一样是萝莉控。曾經擔任過天文科学館的館長，也是學校三年級的數學老師，原天文部的顧問。
和蓮一起行動。被蓮說是沒用的人。由於患有恐懼症導致不能適應人多的環境(只能一對一交談)，上課總是面對黑板講課。
以前因為蓮受到千寻的拜托讓歌澄忘記千尋的一切記憶，所以歌澄開始跟他交往。交往之後覺得自己對不起千尋所以想方設法讓歌澄重新想起並且愛上千尋。因為覺得對不起歌澄所以連帶的很害怕跟洋還有詩乃見面和相认，經常靠蓮的能力避開他們。性格還有聲音跟洋非常相似。
和苍衣铃是朋友。
世良千尋（聲：Lee）
被乙津夢稱為妖精老师的謎之男性。原天文部成员。
事實上是千波的生父，作為不同次元的存在（幽灵）經常在醫院出沒，多年前因天体电磁波过敏症死去，因此只有特殊体质的乙津夢看的到，教授梦天文知识。
跟夢其實有血緣關係，因為同樣的家族遺傳體質導致很早就去世。曾經因為身體不好時日不多所以跟蓮許願希望歌澄忘記他的存在。
小河坂歌澄（聲：伊藤硝子）
洋的母親。原音乐部成员，经常到天文部去找千寻玩。
最早喜歡千尋卻因為千尋向莲的許願導致完全忘記他而喜歡上大河。後來由於大河的努力使歌澄重新想起千尋。
雖然家人對於歌澄的"劈腿"行為很諒解並且希望她能跟洋還有千波留在老家一起生活，但是歌澄卻選擇不依賴任何人（包括大河跟千尋）自己搬出去養大兩兄妹。
雖然故事開始的時候已經去世，但是一直沒有離開洋跟千波的身邊，而是做為不同次元的存在默默地守護他們。
作为幽灵能力极强，梦线最后帮助洋穿越历史（时间倒流能力），找到解救梦的方法，整个故事的关键人物。

## 製作人員

- 角色設定、原畫：
- 劇本：
- SD設計：/(FD)
- 副原画：GT
- CG製作：
- 監督：
- 企劃、開發：FAVORITE 有限会社
- 製作、販售：CROSSNET 株式会社

## 主題歌

- 星空のメモリア－Wish upon a shooting star－
  - OP『Eternal recurrence』（无尽轮回）
    - 歌： 作詞： 作編曲：

  - ED1（星之梦 ～集星之恋～）
    - 歌： 作詞： 作曲：Gakkie 編曲：WACHA

  - ED2（星空的记忆）
    - 歌：茶太　作詞： 作編曲：忍


- 星空のメモリア Eternal Heart
  - OP『Kaleidoscope』（万花筒）
    - 歌： 作詞： 作編曲：忍

  - 夢線ED（宙之光）
    - 歌：茶太　作詞：日山尚 作編曲：福田真一郎

  - 梅娅線ED『冬のダイヤモンド』（冬之钻石）
    - 歌：山本美禰子 作詞：山本美禰子 作曲：山本美禰子 編曲：wACHA

## 評價
《星空的回憶 Eternal Heart》獲得《2010年萌系遊戲大賞》Fan disc金獎。

## 外部連結
- 星空回憶官網 （页面存档备份，存于） （日語）
- 星空的回憶 Eternal Heart官網 （页面存档备份，存于） （日語）
- 星空のメモリア COMPLETE官網 （页面存档备份，存于） （日語）
- 星空的回憶HD版官網 （页面存档备份，存于） （日語）
- 《星空的回憶 -Wish upon a shooting star-》在視覺小說數據庫的頁面 （英文）